# Frederick Harding Hale
Pour les articles homonymes, voir Hale.
Frederick Harding Hale (8 décembre 1844 - 16 juin 1912), est un marchand et un homme politique canadien du Nouveau-Brunswick.

## Biographie
Frederick Harding Hale naît à Northampton. Il se lance en politique et est élu député fédéral conservateur de la circonscription de Carleton le 22 février 1887 lors des élections de 1887. Il ne se représente pas aux élections suivantes mais récupère son siège le 23 juin 1896 et est réélu en 1900. Il est toutefois battu en 1904 face à Frank Broadstreet Carvell.